# Mașa și ursul
Mașa și ursul (în rusă Маша и Медведь, transliterat: Mașa i Medved) este un serial de animație produs în Rusia, care îi are ca personaje principale pe un urs și o fetiță, pe nume Mașa, care își trăiesc viața plină de aventuri într-o pădure.
În România, serialul se difuzeaza pe canalul Minimax.